# Age of Empires III: The Asian Dynasties
Age of Empires III: The Asian Dynasties — друге доповнення до стратегії в реальному часі Age of Empires III. Ключова особливість доповнення — це три нові ігрові нації Азії. Для запуску The Asian Dynasties потрібна наявність оригінальної версії гри. У випадку встановлення доповнення The WarChiefs, його вміст також буде доступний у грі.

## Нововведення
Доповнення додає три нації, японську, китайську та індійську, з унікальними ігровими особливостями, мапи та сюжетні кампанії. В The Asian Dynasties для переходу в наступну історичну «добу» необхідно побудувати «Чудо світу» і надалі воно дає визначений бонус, допоки ціле. В наступних епохах бонуси від «Чудес» зростають. Азійські нації використовують додатковий ресурс, крім їжі, дерева та золота, — експорт. Він автоматично отримується, коли робітники добувають інші ресурси, а пізніше генерується консульствами. Експорт витрачається на додаткові війська, споруди і вдосконалення. В консульствах крім того отримуються бонуси від союзників, число яких залежить від рівня розвитку метрополії.
| Прапор | Нація  | Метрополія | Покровитель     | Особливості |
| ------ | ------ | ---------- | --------------- | --- |
|        | Японія | Едо        | Токугава Іеясу  | На старті мають двох монахів-розвідників. Володіють сильними, але дорогими піхотинцями. Вершники дайме посилюють війська навколо, слугують точками збору і можуть тренувати воїнів прямо на полі бою. Ліміт населення збільшують храмами, які також дають додаткові ресурси. Багато карток допомоги з метрополії можна використати двічі.                                                                                    |
|        | Китай  | Пекін      | Імператор Кансі | Замість звичайних жител мають села, де можуть розміщувати гарнізон, але можуть мати обмежену їх кількість. На старті мають двох розвідників замість одного: монаха і послідовника. Замість окремих воїнів наймають армії заздалегідь визначеного складу. В кожній історичній добі стають доступними нові армії, а також додаткові армії можуть бути отримані з метрополії. Китайці володіють сильним, хоча й дорогим флотом. |
|        | Індія  | Делі       | Акбар Великий   | На старті мають двох розвідників — слонових вершників брамінів. Робітники наймають за дерево, а не їжу як зазвичай. При кожній поставці з метрополії індійці отримують безкоштовних робітників. На індійських фермах не можна забивати тварин, натомість вони генерують досвід, необхідний для розвитку метрополії. В цієї нації найбільші бонуси від «Чудес світу».                                                         |

## Сюжет
Японська кампанія. Присвячена об'єднанню Японії та становленню Сьоґунату Токуґава. Генерал Кічіро зустрічається з дайме Торія Мототада при облозі Осаки, щоб захопити для свого володаря Токуґави Іеясу спадкоємця його ворога і колишнього хазяїна Тойотомі Хідейосі. Вони об'єднуються з селянами і штурмують замок Осаки. Потім вони просувають островом Хонсю, знищуючи селища, які підтримують дайме Уесуґі Каґекацу. Мототада дізнається, що Ісіда Міцунарі загрожує його володінням у Фушімі та змушений повернутися оборонити їх. Кічіро тим часом захоплює торговий шлях у Токайдо. Він довідується, що Токуґава Іеясу вбив його батьків, коли той був дитиною, але аби не заплямувати честі лишається вірним Токуґаві. Він допомагає Кічіро при Фушімі та виводить цивільних. Матотада опиняється в оточенні та робить собі сеппуку. Кічіро приєднується до Токуґави в Секіґахарі. Там вони здобувають перемогу над «західною коаліцією», очолюваною Ісідою, після чого Кічіро покидає службу.
Китайська кампанія. Заснована на гіпотезі Гевіна Мензіса про відкриття в 1421 році Китайською імперією Америки. Адмірал Чжен Хе захищає торговий флот від піратів. Флот прибуває до Індії, де місцевий заморін атакує його. Частина екіпажу, в тому числі Цзянь Хуан і Лао Чен, рятуються і організовують визволення Чжен Хе та решти команди. Зібравшись разом, кораблі довго прямують на захід і через шторм опиняються на півострові Юкатан. Мандрівники зазнають нападу ацтеків, під якого Чжен Хе зникає. Хуан і Чен знову розшукують його і визволяють полонених. Вони натрапляють на місто індіанців, де Чжен Хе вважають за бога. Той наказує вбити їх, Хуан і Чен тікають через печери і на березі закладають базу. Вони дають бій адміралові та вбивають його, після чого споряджають флот додому в Китай.
Індійська кампанія. Оповідає про Повстання сипаїв. Лейтенант сипаїв Наніб Сахір допомагає британському полковнику Джорджу Едвардсону перемогти бандитів у Калькутті. Наніб переконує їх скласти зброю, проте Джордж все-одно страчує їх. Едвардсон наказує сипаям озброїтися новими рушницями з набоями, котрі використовують свинячий жир, попри те, що сипаї мусульмани. Обурений Наніб збирає сипаїв і атакує британців. З Праваром Петелем він рятує Бахадур Шаха, котрий проголосив себе правителем Індії. Вони пробивають до Делі та визволяють Бахадур Шаха. Повстанці знищують або захоплюють плантації британських колонізаторів. Вони оточують форт, де засів Едвардсон з його військами та врешті вбивають полковника і готуються до майбутньої масштабної війни.